# Мамедов, Эльдар Тофик оглы
Мамедов Эльдар Тофик оглы (род. 14 августа 1978, Баку, Азербайджанская ССР, СССР) — азербайджанский пауэрлифтер. Неоднократный призер и чемпион Мира и Европы по пауэрлифтингу, заслуженный мастер спорта Азербайджана.

## Биография
До 9 класса учился в средней школе № 275. После перешел и окончил Республиканское училище Олимпийского резерва.

С 1995 до 1999 годах учился в Азербайджанской государственной академии физической культуры и спорта.

В 1999—2000 годах прошел срочную военную службу в рядах Азербайджанской армии.

## Спортивная карьера
В школьные и студенческие годы занимался легкой атлетикой, был неоднократным чемпионом и призером Азербайджана.

С 2000 года занимается пауэрлифтингом, за свою спортивную карьеру стал многократным чемпионом Азербайджана, мира и Европы.

В 2015 году был награжден почетной грамотой от президента Азербайджанской Республики Ильхама Алиева, за развитие неолимпийских видов спорта в Азербайджане.

## Спортивные достижения[1]
| Соревнование      | Результат | Место проведения    | Даты проведения      |
| ----------------- | --------- | ------------------- | -------------------- |
| Чемпионат Европы  | 2 место   | Сочи                | 3-9 мая 2011         |
| Чемпионат Евразии | 2 место   | Киев                | 14-17 августа 2011   |
| Чемпионат мира    | 5 место   | Рига                | 14-19 апреля 2011    |
| Чемпионат мира    | 1 место   | Сочи                | 29 мая - 3 июня 2012 |
| Чемпионат Европы  | 1 место   | Баку                | 22-24 марта 2013     |
| Чемпионат мира    | 1 место   | Майя                | 10-15 ноября 2015    |
| Чемпионат Европы  | 1 место   | Тбилиси             | 24-26 апреля 2015    |
| Чемпионат Европы  | 2 место   | Манчестер           | 21-24 июня 2016      |
| Чемпионат мира    | 2 место   | Батон-Руж, Луизиана | 2-10 ноября 2016     |
| Чемпионат мира    | 1 место   | Москва              | 2-5 ноября 2017      |
| Чемпионат Европы  | 1 место   | Гренобль            | 20-24 июня 2018      |
| Чемпионат мира    | 1 место   | Лахти               | 6-10 ноября 2019     |
| Чемпионат мира    | 1 место   | Москва              | 4-8 октября 2019     |
| Чемпионат Европы  | 1 место   | Кишкунфеледьхаза    | 22-26 июня 2022      |
| Чемпионат мира    | 1 место   | Орландо             | 2-5 ноября 2022      |

## Семья
Женат, имеет двух детей, сын Исмаил, дочь Эмиля.